# Huawei Mate 10
Das Huawei Mate 10 ist ein 2017 veröffentlichtes Android-Smartphone der Marke Huawei. Es erschien in vier verschiedenen Versionen: einem Pro-Modell, einem Lite-Modell, einer Porsche-Edition und einer Standard-Version. In Deutschland sind allerdings nur das Mate 10 Pro, die Mate 10 Porsche Edition und das Mate 10 lite erhältlich. In den meisten anderen Regionen ist das „normale“ Mate 10 auch verfügbar. (genaue Auflistung siehe consumer.huawei.com)
Das Pro-Modell erschien mit Android 8.0 Oreo, die Lite-Version mit Android 7.0 (Update auf 8.0 verfügbar) Nougat.

## Mate 10 Pro

### Technik
Das Mate 10 Pro zeichnet sich durch die Besonderheit eines KI-Chips aus. Dieser soll Aufgaben mit Künstlicher Intelligenz deutlich schneller verarbeiten können. Dieser Chip ist im Prozessor – einem Kirin 970 – integriert. Zusätzlich verbaut sind 6 Gigabyte Arbeitsspeicher sowie eine Mali-G72-MP12-Grafikeinheit.

### Kamera
Bei der Hauptkamera handelt es sich um eine mit Leica Camera gemeinsam entwickelte Dual-Kamera. Dabei ist einer der Sensoren allerdings nur schwarz-weiß. Dieser liefert Monochrom-Aufnahmen und ermöglicht das Einrechnen eines künstlichen Bokehs in die Fotos. Zudem sollen mit dem KI-Chip bessere Aufnahmen erzielt werden.

### Display
Das Display ist ein 6" großes OLED-Display, und damit das erste in der Mate-Serie. Ebenfalls erstmals handelt es sich bei diesem Display um eines im 18:9-Format. Es bietet Full-HD+-Auflösung. Die Displayränder sind geschrumpft und machen nur noch einen geringen Teil der Front aus.

## Mate 10 lite

### Technik
Das Mate 10 lite besitzt als einziges Gerät der Serie keinen Kirin 970 und somit auch keinen KI-Chip. Stattdessen wurde ein Kirin 659 als Prozessor verbaut. Bei der Grafikeinheit handelt es sich um einen ARM Mali-T830 MP2. Dazu sind hier lediglich 4 Gigabyte Arbeitsspeicher verbaut. Somit ist das lite-Modell die technisch schwächste Version des Mate 10.

### Kamera
Die Kamera wurde bei dieser Version des Mate 10 nicht mit Leica zusammen entwickelt. Es handelt sich aber auch hier um eine Dual-Kamera, die ein künstliches Bokeh erzeugen kann. Im Gegensatz zu den anderen Modellen wurde auch auf der Front eine Dual-Kamera verbaut.

### Display
Es handelt sich beim Mate 10 lite um ein 5,9"-IPS-Full-HD+-Display. Es ist damit nur etwas kleiner als das des Pro-Modells. Des Weiteren weist es ein 18:9-Seitenverhältnis auf und zeichnet sich durch relativ dünne Displayränder aus.

### Updates und Verbesserungen
Für das Huawei Mate 10 lite ist das Update auf Android 8 Oreo verfügbar.
Erwähnenswerte Neuerungen:
- 2D Gesichtsentsperrung
- EMUI 8.1
- erhöhte Sicherheit